# Пожежа в клубі «Cocoanut Grove»
Пожежа в клубі «Cocoanut Grove» — пожежа в нічному клубі «Cocoanut Grove» (англ. Кокосовий гай), що сталася 28 листопада 1942 року в Бостоні, штат Массачусетс, і призвела до загибелі 492 людей. Це найбільш смертоносна пожежа в нічному клубі в історії та друга за кількістю смертей пожежа в одній будівлі (після пожежі в театрі Ірокез). «Cocoanut Grove» був одним із найпопулярніших нічних закладів Бостона, який приваблював багатьох знаменитостей. Він належав Барнету «Барні» Веланскі, який був тісно пов'язаний з мафією та мером Морісом Дж. Тобіном. Протипожежні правила були порушені: деякі вихідні двері були замкнені, щоб запобігти несанкціонованому проникненню, а вишуканий декор із пальмами містив легкозаймисті матеріали. Кондиціонер використовував легкозаймистий газ через дефіцит фреону у воєнний час.
У перші вихідні на День подяки після вступу США в Другу світову війну «Grove» був заповнений більш ніж удвічі більше, ніж передбачено законодавством. Пожежу спричинило коротке замикання в електромережі, а вогонь розгорівся через хлористий метил, що містився в кондиціонері. Полум'я та дим швидко поширювалися всіма приміщеннями клубу, і люди не могли врятуватись через зачинені двері. Веланскі звинуватили в порушенні стандартів; він провів у в'язниці майже чотири роки, а потім був звільнений за кілька тижнів до своєї смерті.
Місцеві лікарні були особливо добре підготовлені до надання допомоги постраждалим завдяки проходженню екстренних навчань у відповідь на можливі напади на східному узбережжі у воєнний час. Інцидент продемонстрував цінність нещодавно створених банків крові та стимулював важливі досягнення в лікуванні постраждалих від опіків. Після пожежі було прийнято багато нових законів для громадських закладів, включаючи заборону легкозаймистих декорацій, положення про те, що аварійні виходи повинні бути незамкненими (зсередини), і що двері, які обертаються, не можуть бути єдиним виходом.

## Клуб
«Cocoanut Grove» відкрився як партнерство двох керівників оркестру, Мікі Альперта і Жака Ренара, у 1927 році під час дії сухого закону на П'ємонт-стріт, 17 у районі Бей-Віллідж у Бостоні, що простягається від П'ємонт-стріт до Шаумут-стріт. Після того, як пов'язані з мафією фінансисти Альперта і Ренара отримали контроль над клубом, він перетворився на спікізі, і клуб отримав репутацію притону для бандитів. Хоча до 1942 року ані Альперт, ані Ренар не проявляли інтересу до клубу, Альперт керував домашнім оркестром у ніч пожежі.
Гангстерський бос і бутлегер Чарльз «Кінг» Соломон, також відомий як «Бостон Чарлі», володів клубом з 1931 року, поки його не застрелили в чоловічому туалеті нічного клубу «Roxbury 's Cotton Club» у 1933 році. Право власності перейшло до його адвоката Барнета «Барні» Веланскі, який шукав більш мейнстрімового іміджу для клубу, водночас приватно вихваляючись своїми зв'язками з мафією та мером Бостона Морісом Дж. Тобіном. Відомо, що Веланскі був суворим босом, який твердо і ефективно керував жорстким бізнесом, наймаючи підлітків як помічників за низьку зарплату і вуличних бандитів як офіціантів і вишибал. Він зачиняв виходи, приховав інші шторами і навіть замурував один запасний вихід, щоб клієнти не могли піти, не заплативши.
Цегляні та бетонні будівлі, з яких складався «Cocoanut Grove», спочатку були гаражно-складським комплексом, а потім були перетворені на півтораповерховий звивистий комплекс їдалень, барів та салонів. За тиждень до пожежі відкрилася кімната відпочинку в сусідній будівлі. Клуб пропонував відвідувачам пообідати і потанцювати в «тропічному раю», схожому на південні моря, з дахом, який можна було відкинути влітку, щоб танцювати під зоряним небом. Декор складався зі шкірозамінника, ротангового та бамбукового покриття на стінах, важких драпіровок, темно-синіх атласних балдахінів і покриття на стелі. Опорні колони в головній їдальні зробили схожими на пальми, а світильники зробили схожими на кокоси. Тема була продовжена в підвальному приміщенні Melody Lounge, де трохи світла забезпечували світильники у вигляді пальм.

## Передісторія
«Grove» став одним із найпопулярніших нічних клубів Бостона, з рестораном і танцями в головному залі, танцювальними шоу та піаністами в залі «Melody Lounge». Про прихід кінозірок і співаків оголошував метрдотель . У «Карикатурному барі» (англ. Caricature Bar) показували карикатури на відомих гостей закладу. Клуб розширився на схід із новою Broadway Lounge, яка виходила на сусідній Бродвей між П'ємонт-стріт (південна сторона) та Шаумут-стріт (північна сторона).
Настінні покриття та декоративні матеріали були затверджені на основі тестів на звичайне займання, які показали стійкість до горіння від таких джерел, як сірники та сигарети. Декоративна тканина нібито була оброблена вогнезахисним сульфатом амонію під час встановлення, але не було жодних документів, що підтверджували б, що обробка проводилася з необхідною періодичністю. Фреоновий холодоагент для кондиціонерів був замінений на легкозаймистий газ метилхлорид через його дефіцит у воєнний час.
У день пожежі футбольна команда Коледжу Святого Хреста обіграла Бостонський коледж, що призвело до скасування святкової вечірки Бостонського коледжу, запланованої на той вечір «Cocoanut Grove». Мер Тобін, шанувальник Бостонського коледжу, також скасував свої плани відвідати «Grove». Жіночий пародист Артур Блейк був хедлайнером того вечора. За підрахунками, понад 1 000 людей були втиснуті в приміщення, розраховане максимум на 460 осіб. У ніч пожежі Веланскі одужував після серцевого нападу в приватній палаті Массачусетської загальної лікарні (MGH).

## Пожежа

Дим піднімається з «Cocoanut Grove»

За офіційними даними, пожежа почалася близько 10:15 вечора в «Melody Lounge». Гуді Гуделл, молода піаністка та співачка, виступала на обертовій сцені, оточеній штучними пальмами. Лаунж освітлювали малопотужні лампочки в бра у вигляді кокосових горіхів під листям. Молодий чоловік, можливо, солдат, викрутив лампочку, щоб дати собі і своїй дівчині можливість усамітнитися під час поцілунку. Стенлі Томашевському, 16-річному офіціантові, було доручено ввімкнути світло назад, закрутивши лампочку. Він піднявся на стілець, щоб дотягнутися до світла в темному кутку. Не бачачи лампочки, він запалив сірника, щоб освітити місце, закрутив лампочку і загасив сірник. Одразу після цього свідки побачили полум'я в листі, яке було трохи нижче стелі. Незважаючи на те, що запалений сірник знаходився поруч з тими самими кущами, з яких, за свідченнями очевидців, почалася пожежа, в офіційному звіті було визначено, що дії Томашевського не можуть бути причиною пожежі, яка «буде внесена в облікові документи цього відділу як така, що має невідоме походження».
Незважаючи на спроби офіціантів загасити вогонь водою, він поширювався по листю пальмової декорації. В останній відчайдушній спробі відокремити палаюче листя від обтягнутої тканиною підвісної стелі, декорацію відтягнули від кута, прихопивши з собою трикутну фанерну панель на рівні стелі і відкривши замкнутий простір над підвісною стелею. Вогонь перекинувся на підвісну стелю, яка швидко загорілася, обсипаючи відвідувачів іскрами та палаючими клаптями тканини. Полум'я здійнялося сходами на головний рівень, а вуглинки сипалося на відвідувачів, які тікали сходами. Вогняна куля прорвалась крізь парадний вхід і поширилася на решту клубних зон: через сусідній бар «Caricature», вниз по коридору до «Broadway Lounge», через центральний ресторан і танцмайданчик, де оркестр розпочинав вечірнє шоу. Полум'я мчало швидше, ніж відвідувачі могли рухатися, за ним слідували густі хмари диму. За п'ять хвилин вогонь і дим охопили весь нічний клуб. Деякі відвідувачі були миттєво охоплені димом, коли вони сиділи на своїх місцях. Інші повзли крізь задимлену темряву, намагаючись знайти виходи, всі з яких, окрім одного, або не працювали, або були заховані в непублічних місцях.
Багато відвідувачів намагалися вийти через головний вхід, тим же шляхом, яким вони увійшли. Головним входом у будівлю були єдині поворотні двері, які вийшли з ладу, коли натовп у паніці штовхався в них. Тіла нагромаджувалися по обидва боки обертових дверей, заклинюючи їх, поки вони не зламалися. Вогонь, якому не вистачало кисню, прорвався крізь пролом, спалюючи всіх, хто залишився в живих у цій купі. Пожежникам довелося гасити вогонь, щоб підійти до дверей.
Інші шляхи втечі були також заблоковані; бічні двері були зачинені на болти, щоб люди не могли піти, не заплативши. Вікно, яке можна було розбити для втечі, було забите дошками і непридатне для використання як аварійний вихід. Інші незамкнені двері, такі як у Бродвейському лаунжі, відчинялися всередину, що зробило їх непридатними для використання через тисняву людей, які намагалися врятуватися втечею. Пожежники пізніше засвідчили, що якби двері відчинялися назовні, можна було б врятувати щонайменше 300 життів.
З сусідніх барів на допомогу поспішали солдати і матроси. На вулиці пожежники витягали тіла і лікували обпечені руки. З настанням ночі температура знизилася. Вода на бруківці замерзла, а шланги примерзли до землі. Газетні вантажівки використовувалися як машини швидкої допомоги. Тліючі тіла, живі і мертві, поливали крижаною водою зі шлангів. Деякі жертви надихалися диму, настільки гарячого, що коли вони вдихали холодне повітря, то, за словами одного пожежника, падали, як каміння.
Пізніше, під час розчищення будівлі, вогнеборці виявили кількох загиблих гостей, які сиділи на своїх місцях з напоями в руках. Їх так швидко охопив вогонь і токсичний дим, що вони не встигли зрушити з місця.

## Постраждалі і врятовані

Постраждалим від пожежі надають допомогу на вулиці

Бостонські газети були заповнені списками загиблих та історіями про тих, кому вдалося врятуватися. Того вечора в клубі був відомий кіноактор Бак Джонс, і його дружина пізніше пояснила, що він спочатку втік, а потім повернувся в палаючу будівлю, щоб знайти свого агента, продюсера Скотта Р. Данлепа з Monogram Pictures. Однак Джонса знайшли під столом сильно обгорілим, тому дехто поставив під сумнів його втечу. Незважаючи на те, що Джонса терміново доставили до лікарні, він помер від отриманих травм через два дні. Данлеп, який влаштовував вечірку в нічному клубі на честь Джонса, був серйозно поранений, але вижив.
Персоналу «Cocoanut Grove» вдалося втекти краще, ніж клієнтам, завдяки тому, що вони були знайомі зі службовими приміщеннями, де наслідки пожежі були менш серйозними, ніж у громадських зонах, і які забезпечували доступ до додаткових віконних і дверних виходів. Подвійні двері навпроти громадського входу до головної їдальні були відімкнені офіціантами і стали єдиним функціональним зовнішнім виходом з громадських приміщень. Хоча кілька членів гурту загинули, в тому числі музичний директор Берні Фаціолі, більшість з них втекли за лаштунки і через службові двері, які вони протаранили. Альперт втік через вікно підвалу, і йому приписують те, що він вивів кількох людей у безпечне місце. Басист Джек Лесберг продовжував грати з Луї Армстронгом, Сарою Вон, Леонардом Бернстайном та багатьма іншими незадовго до своєї смерті в 2005 році.
Касир Жанетт Ланцоні, аніматор Гуді Гуделл, троє барменів та інші працівники та відвідувачі «Melody Lounge» втекли на кухню. Бармен Деніел Вайс вижив, обливаючи тканинну серветку глечиком з водою та дихаючи через неї, коли втік із «Melody Lounge». Ті, хто знаходився на кухні, мали шляхи втечі через вікно над барною стійкою і сходами до іншого вікна та службових дверей, які зрештою були протаранені. П'ятеро людей врятувалися, сховавшись у холодильнику, а ще кілька — у морозильній камері. Приблизно через десять хвилин рятувальники дісталися кухні.
Офіцер берегової охорони Кліффорд Джонсон повертався всередину будівлі не менше 4 разів у пошуках своєї дівчини, яка, не знаючи про це, благополучно втекла. Джонсон отримав серйозні опіки третього ступеня на 55 % тіла, але пережив катастрофу, ставши найсильніше обпеченою людиною, яка вижила після таких травм на сьогоднішній день. Після 21 місяця в лікарні і кількох сотень операцій він одружився зі своєю медсестрою й повернувся до рідного штату Міссурі. 14 років по тому він згорів у вогняній автомобільній аварії.
Пожежа в «Cocoanut Grove» стала другою за смертністю пожежою в одній будівлі в історії Америки; лише пожежа в театрі «Ірокез» у Чикаго в 1903 році мала більше загиблих — 602 людини. Пожежа в «Grove» сталася лише через два роки після пожежі в клубі «Ритм», яка забрала життя 209 осіб.

## Розслідування
Офіційний звіт показав, що «Cocoanut Grove» був перевірений капітаном Бостонського пожежного департаменту (BFD) всього за десять днів до пожежі і визнаний безпечним. Крім того, з'ясувалося, що «Grove» не отримував жодних ліцензій на роботу протягом кількох років; не було дозволів на обробку харчових продуктів і ліцензій на продаж алкоголю. Стенлі Томашевскі, офіціант, який нібито влаштував пожежу, був неповнолітнім і не повинен був там працювати. Більше того, нещодавня реконструкція лаунжу Broadway була проведена без дозволів на будівництво, із залученням неліцензованих підрядників.
Томашевський дав свідчення на слідстві і був виправданий, оскільки не був відповідальним за легкозаймисті декорації або порушення правил безпеки життєдіяльності. Тим не менш, через пожежу він був підданий остракізму протягом більшої частини свого життя. Томашевський помер у 1994 році.
BFD розслідувала можливі причини займання, швидкого поширення пожежі та катастрофічної загибелі людей. У звіті не було зроблено висновку щодо первинної причини займання, але швидке газоподібне поширення вогню пояснювалося накопиченням чадного газув результаті горіння без доступу кисню в закритому просторі над підвісною стелею «Melody Lounge». Газ виходив із замкненого простору, коли його температура підвищувалася, і швидко спалахував, змішуючись з киснем над входом, на сходах на перший поверх і вздовж стелі. Пожежа прискорилася, оскільки сходи створювали теплову тягу, і високотемпературний газовий вогонь запалав піроксилінове (шкірозамінник) покриття стін і стелі у фойє, яке, у свою чергу, виділяло горючий газ. У звіті також задокументовано порушення правил протипожежної безпеки, легкозаймисті матеріали та конструкції дверей, які сприяли значним жертвам.
У 1990-х роках колишній бостонський пожежник і дослідник Чарльз Кенні виявив, що замість фреону, який був дефіцитним у воєнний час, використовувався легкозаймистий газовий холодоагент — метилхлорид. Кенні повідомив, що плани поверхів, але не звіт про розслідування пожежі, показують конденсаторні блоки кондиціонерів на рівні вулиці з іншого боку неконструктивної стіни від «Melody Lounge», і що ці блоки обслуговувалися з початку війни. Кенні також повідомив, що фотодокази вказують на походження пожежі в стіні за пальмою і припустив, що займання прискорювача метилхлориду сталося через електричний збій, спричинений неякісною електропроводкою. Горіння хлористого метилу узгоджується з деякими аспектами пожежі (колір полум'я, запах і симптоми вдихання), але потребує додаткового пояснення пожежі на рівні стелі, оскільки цей газ у 1,7 рази густіший за повітря.
У 2012 році BFD опублікував стенограми допитів свідків пожежі. Свідки Томашевський, Морріс Леві, Джойс Спектор, Девід Фрехтлінг і Жанетт Ланцоні (том 1) надали звіти про займання пальмового декору та стелі в «Melody Lounge». Фрехтлінг і Ланцоні описали початок пожежі як «спалах». Томашевський описав розповсюдження вогню по стелі, як при загорянні бензину. Фронт полум'я на стелі був блідо-блакитного кольору, за яким послідувало яскравіше полум'я. Свідок Роланд Соуза (том 2) заявив, що спочатку його не хвилювала пожежа, оскільки, як постійний клієнт «Melody Lounge», він раніше бачив, як раніше загорялися прикраси з пальм, і їх завжди швидко гасили.

## Правові наслідки
Барні Веланскі, чиї зв'язки дозволили нічному клубу працювати всупереч вільним стандартам дня, був засуджений за дев'ятнадцятьма пунктами звинувачення в ненавмисному вбивстві (дев'ятнадцять жертв були випадково обрані, щоб представляти мертвих). У 1943 році його засудили до 12-15 років ув'язнення. Веланскі відсидів майже чотири роки, перш ніж його тихо помилував Тобін, який після пожежі був обраний губернатором штату Массачусетс. У грудні 1946 року, хворий на рак, Веланскі був звільнений з в'язниці Норфолк і сказав журналістам: «Я волів би померти разом з іншими у вогні». Він помер через дев'ять тижнів після звільнення.
У наступному після пожежі році Массачусетс та інші штати прийняли закони для громадських установ, які забороняють легкозаймисті декорації та двері, що відкриваються всередину, а також вимагають, щоб покажчики виходу були завжди видимими (це означає, що знаки виходу мали мати незалежні джерела електроенергії і легко читабельними навіть у найгустішому диму). Нові закони також вимагають, щоб обертові двері, які використовуються для евакуації, були оточені принаймні одними звичайними дверима, що відчиняються назовні, або були модернізовані, щоб окремі дверні стулки могли складатися для забезпечення вільного руху в ситуації паніки, а також вимагають, щоб жодні аварійні виходи не були прикуті ланцюгами або замкнені болтами таким чином, щоб унеможливити втечу через двері під час паніки або надзвичайної ситуації. Джек Томас з The Boston Globe написав у своїй статті до 50-річчя на першій сторінці: "Рада з ліцензування постановила, що жоден бостонський заклад не може називати себе «Cocoanut Grove». У Бостоні більше ніколи не було іншого «Cocoanut Grove».
У кількох штатах були створені комісії, які накладали великі штрафи або навіть закривали заклади за порушення будь-якого з цих законів. Пізніше вони стали основою для кількох федеральних законів про пожежну безпеку та кодексів обмежень, накладених на нічні клуби, театри, банки, громадські будівлі та ресторани по всій країні. Це також призвело до створення кількох національних організацій, що займаються питаннями пожежної безпеки.

## Лікування
Массачусетська загальна лікарня (MGH) і Бостонська міська лікарня (BCH) прийняли більшість (83 %) постраждалих від пожежі; інші лікарні Бостона прийняли загалом близько тридцяти пацієнтів: лікарня Пітера Бента Брігама, лікарня Бет Ізраїль, міська лікарня Кембриджа, лікарня Кенмора, лікарня Фолкнера, лікарня Св. Єлизавети, лікарня Малдена, Меморіальна лікарня Массачусетса, лікарня Карні та Лікарня Св. Маргарет. MGH прийняла 114 постраждалих від опіків та вдихання диму, а BCH — понад 300. Підраховано, що кожні одинадцять секунд до BCH надходив один потерпілий, що було найбільшим напливом пацієнтів до будь-якої цивільної лікарні в історії. Обидві лікарні були надзвичайно добре підготовлені, оскільки медичні заклади по всьому східному узбережжю розробили плани на випадок надзвичайних ситуацій, готуючись до атак на східне узбережжя. У Бостоні лише за тиждень до цього відбулися загальноміські навчання, що імітували бомбардування Люфтваффе, з імовірними втратами понад 300 осіб. У MGH був створений спеціальний запас запасів на випадок надзвичайних ситуацій. Пожежа застала обидві лікарні на зміні, тому в них було подвоєне число медсестер і допоміжного персоналу, а також волонтерів, які з'їхалися до лікарень, коли поширилися чутки про катастрофу.
Тим не менше, більшість пацієнтів помирали дорогою до лікарень або невдовзі після прибуття. Оскільки в США ще не існувало стандартизованої системи сортування постраждалих при масових жертвах серед цивільного населення, дорогоцінні хвилини спочатку були витрачені на спроби реанімувати мертвих і вмираючих, поки не були відправлені бригади, які відбирали живих для лікування, а мертвих відправляли в тимчасові морги. До ранку неділі, 29 листопада, з 300 пацієнтів, перевезених до BCH, живими залишилися лише 132, тоді як у MGH померли 75 зі 114 постраждалих, залишивши на лікуванні 39 пацієнтів, що вижили. Із 444 постраждалих від опіків, госпіталізованих після пожежі, вижили лише 130.
Одним з перших адміністративних рішень, прийнятих в MGH, було звільнити відділення загальної хірургії на шостому поверсі Білого корпусу і повністю присвятити його постраждалим від пожежі. Там розмістили всіх постраждалих; зберігалася сувора медична ізоляція, частина палати була відведена для перев'язок і догляду за ранами. Були організовані бригади медсестер і санітарів для введення морфіну, обробки ран і респіраторної терапії.
Ще до пожежі, у квітні 1942 року, в рамках підготовки до війни, MGH створив один з перших банків крові в регіоні і забезпечив його 200 одиницями сухої плазми. Загалом у лікуванні 29 пацієнтів у MGH було використано 147 одиниць плазми. У BCH, де Управління цивільної оборони зберігало 500 одиниць плазми для використання під час війни, 98 пацієнтів отримали загалом 693 одиниці плазми, яка включала плазму, надану лікарнею Пітера Бента Брігама, ВМС США та Американським Червоним Хрестом. Обсяг плазми, використаної для лікування постраждалих від пожежі, перевищив той, який використовувався під час атаки на Перл-Харбор. Протягом наступних днів після пожежі 1 200 осіб здали до банку крові понад 3 800 одиниць крові.
Більшість вцілілих були виписані до кінця 1942 року, проте кілька пацієнтів потребували кількамісячної інтенсивної терапії. У квітні 1943 року було виписано останнього вцілілого з MGH. У BCH остання жертва, жінка з Дорчестера, померла в травні після п'яти місяців лікування від важких опіків і внутрішніх пошкоджень. Лікарні, які надавали послуги, вирішили не брати з пацієнтів гроші за лікування. Червоний Хрест надавав фінансову допомогу як державним, так і приватним лікарням. Це було особливо корисно для BCH, враховуючи величезний потік пацієнтів.

### Досягнення в догляді за опіками

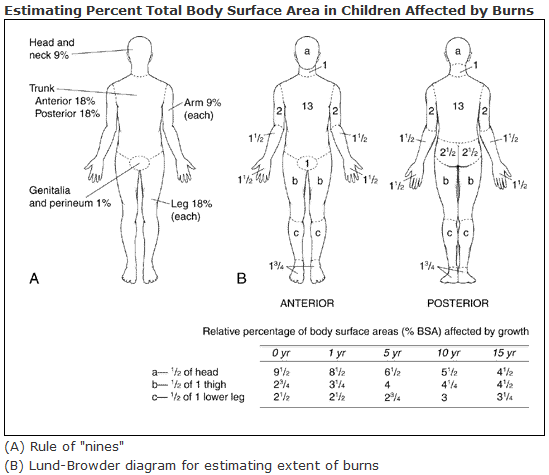
Таблиця Лунда і Браудера була вперше опублікована в 1944 році і базувалася на досвіді лікування жертв пожежі в «Cocoanut Grove».

Пожежа призвела до нових способів лікування опіків та вдихання диму. Командою BCH керували доктор Чарльз Лунд як старший хірург і доктор Ньютон Браудер. У 1944 році Лунд і Браудер, спираючись на свій досвід лікування жертв «Cocoanut Grove», опублікували найбільш цитовану статтю в сучасній опіковій хірургії «Оцінка площі опіків», в якій була представлена діаграма для оцінки розміру опіків. Ця діаграма, яка називається діаграмою Лунда і Браудера, залишається в ужитку в усьому світі й сьогодні.

#### Рідинна терапія
Хірурги Френсіс Деніелс Мур і Олівер Коуп з MGH запровадили техніку рідинної реанімації постраждалих від опіків, зазначивши, що більшість пацієнтів страждали від важкого геморагічного трахеобронхіту через «тривале вдихання дуже гарячого повітря та парів, які, імовірно, містили багато токсичних продуктів… і, крім того, численні розпечені частинки дрібного вугілля або подібних речовин». У той час вважалося, що інфузії сольового розчину «вимивають» білки плазми і збільшують ризик набряку легенів. Відповідно, пацієнти в MGH отримували розчин рівних частин плазми та фізіологічного розчину залежно від ступеня їх шкірних опіків, тоді як у BCH пацієнтам з ураженням дихальних шляхів вводили рідину за потребою.
Ретельні дослідження не виявили ознак набряку легенів, а фінські дослідники з BCH дійшли висновку, що «рідини, здавалося, викликали очевидне поліпшення в більшості випадків без будь-якого явного негативного впливу на дихальну систему». Цей досвід стимулював подальші дослідження опікового шоку, що призвело до публікації в 1947 році Коупом і Муром першої комплексної формули рідинної терапії, заснованої на розрахунку загальної площі поверхні опікових ран і об'єму сечі та рідин, які були віджаті з простирадл пацієнтів.

#### Догляд за опіками
Стандартним методом лікування поверхневих опіків на той час був так званий «процес дублення», який передбачав нанесення розчину танінової кислоти, який створював шкірястий струп над раною, що захищав від вторгнення бактерій і запобігав втраті рідини в організмі. Це був тривалий процес, який завдавав пацієнтові нестерпного болю через процедуру скрабування, необхідну перед нанесенням хімічних барвників.
У MGH опіки лікували за новою методикою, вперше запропонованою Коупом і вдосконаленою Бредфордом Кенноном: м'якою марлею, покритою вазеліном і маззю борної кислоти. Пацієнтів утримували в закритій палаті, а в усіх заходах з догляду за пацієнтами використовували ретельну стерильну техніку. Через місяць у BCH померло 40 з 132 осіб, які спочатку вижили, переважно від ускладнень опіків; у MGH жоден з 39 осіб, які спочатку вижили, не помер від опіків (семеро померли з інших причин). У результаті використання танінової кислоти для лікування опіків було поступово скасовано як стандарт.

#### Антибіотики
У MGH усім пацієнтам у рамках початкового лікування призначали внутрішньовенний сульфадіазин (препарат, який був схвалений для використання в США лише в 1941 році). У BCH 76 пацієнтів отримували сульфаніламіди в середньому протягом 11 днів. Тринадцять людей, які вижили під час пожежі, також були одними з перших, кого почали лікувати пеніциліном. На початку грудня Merck and Company терміново відправила 32-літрові препарати у формі культуральної рідини, в якій вирощували цвіль Penicillium, з Равея, штат Нью-Джерсі, до Бостона. Пацієнти отримували 5000 МО (приблизно 2,99 мг) кожні чотири години — невелика доза за сучасними стандартами, але в той час стійкість до антибіотиків була рідкістю, і більшість штамів золотистого стафілококу були чутливими до пеніциліну. Препарат мав вирішальне значення для запобігання інфекціям у шкірних трансплантатах. За даними British Medical Journal:
Хоча бактеріологічні дослідження показали, що більшість опіків були інфіковані, опіки другого ступеня зажили без клінічних ознак інфекції та з мінімальними рубцями. Глибокі опіки залишалися напрочуд вільними від інвазивної інфекції.
В результаті успіху пеніциліну в запобіганні інфекціям, уряд США вирішив підтримати виробництво і розподіл пеніциліну для збройних сил.

#### Психологічна травма
Еріх Ліндеманн, психіатр MGH, вивчав виживших серед померлих і опублікував статтю, що стала класичною, «Симптоматологія та лікування гострого горя», прочитану на столітньому засіданні Американської психіатричної асоціації в 1944 році.
У той самий час, коли Ліндеманн закладав основу для вивчення горя та дисфункціонального горя, Олександра Адлер протягом одинадцяти місяців проводила психіатричні спостереження та анкетування понад 500 осіб, які пережили пожежу, опублікувавши одні з найперших досліджень посттравматичного стресового розладу. Більше половини тих, хто вижив, демонстрували симптоми загальної нервозності та тривоги, які тривали щонайменше три місяці. Найбільше посттравматичних психічних ускладнень спостерігалося у тих, хто втрачав свідомість на короткий проміжок часу під час інциденту. Адлер зазначив, що 54 % тих, хто пережив лікування в BCH, і 44 % тих, хто пережив лікування в MGH, демонстрували «посттравматичні неврози», і що більшість друзів і членів сім'ї постраждалих мали ознаки «емоційного розладу, який досяг масштабів серйозного психіатричного захворювання і потребував кваліфікованого втручання». Адлер також виявила одного вцілілого з тривалим ураженням головного мозку, який мав симптоми зорової агнозії, швидше за все, викликаної впливом парів чадного газу, інших шкідливих газів та/або браком достатньої кількості кисню.

## Колишнє місце та меморіал

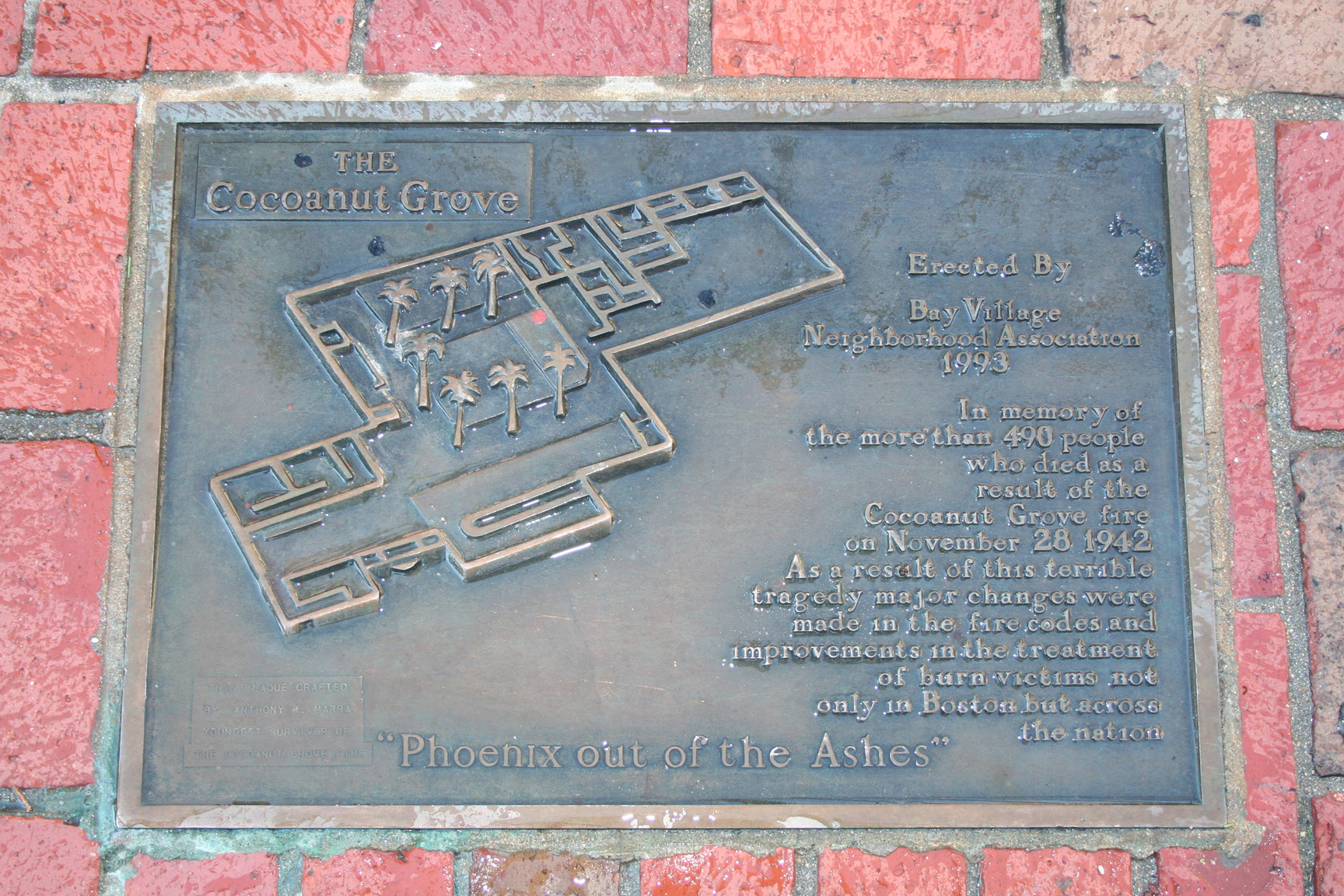
Меморіальна дошка на тротуарі біля місця пожежі

Після знесення комплексу «Cocoanut Grove» у 1944 році мапа вулиць у цьому районі змінилася в результаті реконструкції міста: прилеглі вулиці були перейменовані або забудовані. Адреса нічного клубу була 17 П'ємонт-стріт, у районі Бей-Віллідж, неподалік від центру Бостона. Десятиліттями після пожежі ця адреса використовувалася як автостоянка. Більша частина колишнього клубу, включно з головним входом, зараз знаходиться під готелем Revere; лише частина клубу виходила на вулицю Шаумут. У 2013 році ділянку Шаумут-стріт, що збереглася, і новішу прибудову, що прорізає початкову площу клубу, раніше відому як Шаумут-стріт, було перейменовано на Коконат-Гроув-Лейн. У 2015 році на цьому місці було побудовано кілька житлових будинків кондомініумів, які отримали назву П'ємонт-стріт, 25.

У 1993 році Асоціація району Бей-Віллідж встановила меморіальну дошку на тротуарі — її створив Ентоні П. Марра, наймолодший з тих, хто вижив під час пожежі в «Cocoanut Grove», поруч із місцем, де раніше був клуб:
В пам'ять про понад 490 людей, які загинули під час пожежі в «Cocoanut Grove» 28 листопада 1942 року. Внаслідок цієї жахливої трагедії були внесені значні зміни до пожежних норм, а також покращено лікування постраждалих від опіків не лише в Бостоні, а й по всій країні. «Фенікс з попелу»
Меморіальну дошку кілька разів переносили, що викликало певні суперечки. Було створено комісію для будівництва більш значного меморіалу.
26 листопада 2023 року в бостонському Стейтлер-парку, неподалік від П'ємонт-стріт, відбулося закладення меморіалу розміром 5,5 м на 3,4 м, який планують завершити до вересня 2024 року. Він міститиме 490 гранітних цеглин, на кожній з яких буде викарбувано ім'я жертви.